# 北海道立埋蔵文化財センター
北海道立埋蔵文化財センター（ほっかいどうりつまいぞうぶんかざいセンター、英訳名: Hokkaido Archaeological Operations Center）は北海道が設置する、埋蔵文化財の調査研究及び収蔵保管、または普及啓発を行う施設である。各地の都道府県・市町村などに設けられている、いわゆる埋蔵文化財センターの１つ。
北海道立埋蔵文化財センターは北海道内の埋蔵文化財の保護、保存・活用を図ることを目的として1999年4月に設置。施設の管理・運営は指定管理者制度のもと公益財団法人北海道埋蔵文化財センターが北海道教育委員会からの指定を受けて行っている。

## 事業内容
事業内容は下記の通りである。
- 調査研究事業
  - 重要遺跡確認調査
  - 出土文化財の分析・鑑定、保存処理等
  - 市町村の調査に対する指導、助言
- 収蔵保管事業
  - 出土文化財の収集保管
  - 埋蔵文化財関係資料及び情報の収集保管
- 普及啓発事業
  - 展示公開
  - 図書閲覧
  - 研修会、講演会、考古学教室の実施
  - 普及資料の作成、配布

## 施設概要
施設概要は下記の通りである。
- 所在地 北海道江別市西野幌685番地1（道立自然公園野幌森林公園記念施設地区内）
- 敷地面積 18599.49m2

### 本館
- 延床面積は3500.95m2
- 鉄筋コンクリート造2階建て
- 1997年3月設計完了。同年10月建設工事が着工し、1999年3月竣工。
- 館内施設
  - 展示室
  - 展示収蔵庫
  - 特別収蔵庫
  - 一般収蔵庫
  - 調査研究室
  - 保存処理室
  - 分析・実験室
  - 写真撮影室
  - 書庫
  - 研修室
  - 事務室

### 別館（整理作業棟）
- 延床面積は2081.92m2
- 鉄骨造3階建て
- 1998年3月設計完了。同年9月建設工事が着工し、1999年8月竣工。
- 館内施設
  - 整理作業所

## 開館時間等
開館時間、休館日等は下記の通りである。
- 開館時間 午前9時30分 - 午後4時30分
- 休館日 毎週月曜日、年末年始（12月29日 - 1月3日）、祝日開館日を除く祝日
- 祝日開館日 昭和の日、憲法記念日、みどりの日、こどもの日、敬老の日、秋分の日、体育の日、文化の日
- 入館料 無料